# Magnéto-coupleur
Un magnéto-coupleur, ou coupleur magnétique, est un système de contrôle d’attitude pour satellite. Des bobines électromagnétiques incluses dans un magnéto-coupleur créent un champ magnétique qui interagit avec le champ magnétique ambiant du milieu dans lequel évolue le satellite, par exemple celui de la Terre. Les forces de réaction dues à l’interaction de ces deux champs créent un couple qui est utilisé pour contrôler l’orientation du satellite.

## Structure interne

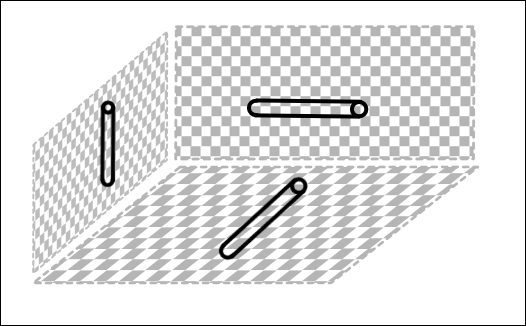
Configuration d’un magnéto-coupleur à trois bobines

Les magnéto-coupleurs sont essentiellement composés d’un ensemble d’aimants électromagnétiques, ou bobines qui sont combinés pour créer un champ magnétique asymétrique tournant. Ce champ est dynamiquement contrôlé par la gestion de l’alimentation des électroaimants en courant électrique. La gestion des états allumé/éteint des différents électroaimants est gérée par un ordinateur de bord dédié, s’appuyant sur la théorie du contrôle en système bouclé. Les électroaimants eux-mêmes sont solidement attachés à la structure du satellite, de manière que toute force exercée sur ces électroaimants soit transmise à l’ensemble du satellite. Il en résulte un couple qui s’applique au centre de gravité de celui-ci. Ainsi un magnéto-coupleur permet donc de contrôler l’orientation d’un engin spatial, en utilisant uniquement de l’énergie électrique.
Habituellement trois bobines sont utilisées pour fournir un contrôle complet de l’attitude. Mais dans certaines configurations, et en réduisant la liberté de contrôle, seules deux bobines, voire une seule, peuvent suffire. C’est par exemple le cas lorsque la présence d’une traînée asymétrique permet de contrôler l’attitude d’un satellite sur un axe, réduisant le besoin de contrôle par magnéto-coupleur aux deux autres axes de l’espace tridimensionnel.
Les trois bobines utilisées dans le cas général sont assemblées de manière que chacune soit perpendiculaire aux autres, et non-coplanaire. Ainsi cette configuration égalise les couples maximums que peut fournir le dispositif dans chaque plan de l’espace, quel que soit l’orientation du magnéto-coupleur. Dans cette configuration l’efficacité de celui-ci sera donc indépendante de son orientation. 
Généralement les nano-satellites tels que les CubeSat utilisent des aimants permanents plutôt que des bobines, afin de s’affranchir de source électrique pour le contrôle d’attitude, et de permettre un contrôle passif et continu suffisamment précis pour les missions considérées.

## Avantages
Premièrement, les magnéto-coupleurs nécessitent uniquement un courant électrique comme source d’énergie, ce qui est moins contraignant qu’un contrôle par mini-tuyères qui, elles, nécessitent du carburant. C’est pourquoi un magnéto-coupleur peut théoriquement être utilisé indéfiniment tant que le satellite peut fournir de l’électricité, par exemple via des panneaux solaires, contrairement aux mini-tuyères dont l’utilisation est limitée par la taille du réservoir embarqué. 
Deuxièmement les magnéto-coupleurs sont légers, fiables et efficaces. En effet, ils ne nécessitent pas de réservoirs d’ergol comme les mini-tuyères, ce qui diminue la masse de ce dispositif en comparaison avec celles-ci. Leur fiabilité est due au fait qu’ils ne possèdent aucune pièce mécanique. Tous les éléments sont fixes, réduisant ainsi les risques de problèmes liés à l’usure. Enfin les bobines induisent peu de pertes électriques, ce qui augmente leur efficacité. 

## Désavantages
Le principal désavantage des magnéto-coupleurs est que, de par leur fonctionnement propre, ils créent un fort champ électromagnétique dans le satellite. Celui-ci peut brouiller des instruments de mesure qui composent la charge utile embarquée. Ce champ peut fausser les mesures et induire des erreurs d’interprétations lors de la lecture des résultats de mission. C’est pourquoi aucun magnéto-coupleur ne pourrait être envisagé pour contrôler l’attitude d’un satellite hypothétique qui transporterait des magnétomètres dans le but d’étudier le champ magnétique terrestre.
De plus, la vitesse de réponse des magnéto-coupleurs est plus faible que celle des mini-tuyères. En effet, le couple créé par le dispositif est d’autant plus important que l’est le champ électrique créé. Or un champ magnétique puissant nécessite un fort courant électrique(= intensité électrique = ampère, et non ampérage) en entrée. Mais celui-ci est limité par les capacités électriques du satellite. C’est pourquoi le couple est souvent bien inférieur à celui que peut fournir un système de mini-tuyères.
Un des aspects du principe de fonctionnement même des magnéto-coupleurs peut également être interprété comme un désavantage. En effet, le contrôle est basé sur l’apparition d’une force due à l’interaction du champ magnétique créé par le dispositif avec le champ magnétique ambiant. Or s’il n’y a pas de champ magnétique ambiant il n’y aura pas de contrôle possible. C’est pourquoi cette technique est limitée aux satellites de la Terre, ou d’une planète munie d’un champ magnétique comparable. Mais même dans le cas de la terre, le satellite doit évoluer en orbite basse. Cette technologie ne permet pas de contrôler l’attitude d’un satellite géostationnaire. De plus, il est difficile de fournir un contrôle d’attitude sur trois axes en pratique car le couple résultant ne peut être créé que perpendiculairement au vecteur magnétique terrestre,.
Enfin si un satellite en rotation sur lui-même est construit à partir de matériaux conducteurs, alors il verra son moment cinétique diminuer à cause de l’apparition de courants de Foucault dans sa structure et donc d’un couple contraire proportionnel à la vitesse angulaire actuelle. De plus, des pertes dues aux frottements aérodynamiques peuvent également apparaître en pratique. Cela implique un contrôle continu du magnéto-coupleur sur l’attitude du satellite, et donc de réserver continuellement de l’énergie électrique pour ce dispositif. Même si la demande en énergie peut être faible, il n’est pas impossible que les capacités du satellite ne puissent fournir sans cesse cette énergie.